# Danna García
Danna María García Osuna (Medellín, 4 de febrero de 1977) es una actriz, cantante y modelo colombiana, conocida por sus protagónicos en telenovelas como  Pasión de gavilanes, Perro amor,  Un gancho al corazón y Bella Calamidades.

## Carrera
Danna María García Osuna es hija de la cantante colombiana Claudia Osuna. Inició su carrera grabando comerciales de televisión y a los siete ya conducía Notituticuanti y protagonizaba los seriados Imagínate, Tantas Cosas y Seres queridos. Luego vinieron más de 25 apariciones en televisión y en telenovelas como Al final del arco íris, Azúcar, Zarabanda, La casa de las dos palmas, La otra raya del tigre y Victoria.
Desde que interpretó a Marcela Vallejo en la telenovela Café con aroma de mujer, Danna se proyectó internacionalmente.
Paralelamente a su actuación en Café con aroma de mujer, debutó como cantante en el grupo colombiano Café Moreno, al lado de su hermana la también actriz y cantante Claudia García, Carolina Ángel y Zulu. Este grupo de pop tropical rescataba canciones del folklore popular de Colombia, pero con la idea de posicionarse entre el público joven, que en 1994 los recibió con gran aceptación. El grupo editó los álbumes Momposina (1994) y Café Moreno (1995) bajo el sello Rodven Discos. En el año 1995 se disuelve este cuarteto. Desde ese momento Danna consolidaría su carrera como actriz, aunque no ha permanecido totalmente alejada del canto al interpretar temas de dos de sus telenovelas Perro amor y Háblame de amor.
En 1996 se convirtió en la primera colombiana en tener el papel en México de una telenovela, Al norte del corazón de Televisión Azteca. Luego de varios meses de trabajo, regresó en 1997 a Colombia para hacer el papel de Sofía Santana en la telenovela Perro amor, con la que recibió varios premios y nominaciones. Danna regresaría a México después de dos años al país para protagonizar la telenovela Háblame de amor. Al finalizar las grabaciones, viajó a la ciudad de Nueva York para continuar con sus estudios de teatro en Lee Strasberg Theatre Institute. Después de varios meses, aceptó la oferta de Fonovideo para protagonizar La revancha en donde representaría a Soledad y estaría rodeada de un elenco internacional. La telenovela se transmitió en Estados Unidos a través de Univisión obteniendo excelentes ratings al igual que en Puerto Rico, Venezuela, México, España, Países Bajos, Grecia y otros países de Europa.
Después de protagonizar la telenovela, Pasión de gavilanes, coproducida por Caracol Televisión, RTI Producciones y Telemundo, culminó dos proyectos con altos índices de audiencia, Te voy a enseñar a querer y Corazón partido transmitidos por la cadena Telemundo.
Más tarde, con la cadena Telemundo, protagonizó La traición, una novela de época, llena de romanticismo dando vida a Soledad, y repitiendo pareja artística con Mario Cimarro como hicieran en Pasión de Gavilanes. Después trabajó en la telenovela de Televisa Un gancho al corazón, donde protagoniza a Valentina López, la Monita, una joven boxeadora dispuesta a todo con tal de ser feliz.
En 2009 protagonizó Bella Calamidades, la nueva novela de Telemundo, junto al galán argentino Segundo Cernadas, Katie Barberi, María Helena Doering y Diana Quijano, entre otros. Bella Calamidades fue la primera telenovela de Telemundo que fue lanzada primero en países latinoamericanos antes que en Estados Unidos.
En 2010 protagonizó la versión de Alguien te mira junto a Christian Meier para Telemundo, con Rafael Amaya, David Chocarro, etc.
En el año 2012 realizó casting para la telenovela Qué bonito amor, del productor Salvador Mejía, una nueva versión de La hija del mariachi en Televisa, en la cual obtuvo el papel principal de la historia junto con Jorge Salinas y Pablo Montero.
En el año 2014 realizó un nuevo proyecto Ruta 35, junto con Alexander Torres, producida por Univision y Venevisión, grabada en Miami y que se estrenó en 2016.
En el año 2015 realizó una participación estelar en la segunda etapa de telenovela Lo imperdonable, producida por Televisa, al lado de Iván Sánchez.
En el año 2016 obtuvo el rol protagónico en la telenovela Las amazonas, producida por Televisa, al lado de Andrés Palacios, Victoria Ruffo y César Evora.
En el año 2019 se unió al elenco principal de El señor de los cielos con un rol estelar,  interpretando a Violeta Estrella. Esta producción marco su regreso en la cadena Telemundo después de casi una década.
En 2022 protagonizó una secuela de Pasión de gavilanes. Esta segunda parte de la historia es producida por Telemundo y CMO producciones.
A finales de 2024  Salvador Mejía la convoca para realizar una participación especial en el arranque de  Me atrevo a amarte junto a César Évora, Marlene Favela, Salvador Pineda y Mark Tacher. 

## Vida personal
La actriz confirmó su embarazo el 21 de marzo de 2017. 
Dio a luz a su primer hijo, Dante, el 8 de julio de 2017 a las 7 de la mañana en Miami Beach junto a su pareja, el escritor español Iván González.
El 19 de abril de 2020 dio a conocer a través de la red social Twitter que padecía el virus del COVID-19, del cual se recuperó satisfactoriamente.

## Filmografía

### Televisión
- Me atrevo a amarte (2025) — Olivia Aguilar de Paz (participación especial)[8]
- Amores que engañan: Durmiendo con un extraño (2023) — Ingrid[9]
- Amor en Navidad: Una Navidad para recordar  (2022) — Marta Bermúdez[10]
- El Señor de los Cielos  (2019-2020) — Violeta Estrella
- Por amar sin ley (2018) — Fanny Quiroz (Participación especial)
- Las amazonas (2016) — Diana Santos Luna / Diana Mendoza Luna[11][12][13]
- Ruta 35 (2016) — Sofía Bermúdez[14][15]
- Lo imperdonable (2015) — Rebeca Rojo Guevara[16][17][18] (Participación especial)
- Camelia la Texana (2014) — Rosa (Cap.04)
- Qué bonito amor (2012-2013) — María Mendoza García[19]
- Alguien te mira (2010-2011) — Piedad Estévez
- Bella calamidades (2009-2010) — Dolores "Lola" Carrero Barraza / María Dolores Barraza de Carrero
- Un gancho al corazón (2008-2009) — Valentina López "La Monita"
- La traición (2008) — Soledad de Obregón
- Tiempo final cap. lesbianas (2008) — Ana
- Decisiones cap. Mecanismo de ilusión (2007) — Francisca
- Corazón partido (2005-2006) — Aura Echarri
- Te voy a enseñar a querer (2004-2005) — Diana Rivera
- Pasión de gavilanes (2003-2004, 2022) — Norma Elizondo Acevedo De Reyes[20]
- Lo que callamos las mujeres cap. Amor que mata (2002) — Lety
- La revancha (2000) — Soledad Santander / Mariana Ruiz
- Háblame de amor (1999) — Julia Toledo Saldívar / Jimena Ortega Toledo
- Perro amor (1998) — Sofía Santana
- Al norte del corazón (1997) — Eloisa Treviño (villana principal)
- El día es hoy (1996) — Milena[21]
- Victoria (1995) — Victoria
- Café, con aroma de mujer (1994) — Marcela Vallejo Cortez
- La otra raya del tigre (1992) — Manuela Santacruz
- La casa de las dos palmas (1990) — Evangelina Herreros (joven)
- Azúcar (1989) — Caridad Solaz (niña)
- Al final del arco íris (1989)
- Imagínate (1987)

### Programa
- Bake Off Celebrity, el gran pastelero: Colombia (2022) — Conductora[22]
- Me pongo de pie (2015) — Coconductora
- Teletón México (2012)

## Cine
- Amor a fuego lento (2024) — Abigail  [23]
- V de Víctor (2024) — Mónica [24]
- Buscando a Coque (2024) — Presentadora Miami Late Show [25]
- Karma (2020) — Karma Rodríguez (cortometraje)
- Malacopa (2018) — Paulina Santamaria[26][27]
- Carrusel (2012) — María Cristina[28]
- El cielo en tu mirada (2012) — Angélica María[29][30]
- Toy Story 3 (2010) — Barbie (doblaje)[31][32][33]

## Teatro
- Extraños en un tren (2016-2017) — Anna Heines[34]

## Premios y nominaciones

### Premios TV y Novelas
| Año  | Categoría                | Telenovela o serie        | Resultado |
| ---- | ------------------------ | ------------------------- | --------- |
| 2005 | Mejor actriz protagónica | Te voy a enseñar a querer | Nominada  |
| 1999 | Mejor actriz protagónica | Perro amor                | Ganadora  |
| 1995 | Mejor actriz de reparto  | Café con aroma de mujer   | Nominada  |

### Premios India Catalina
| Año  | Categoría                     | Telenovela o serie        | Resultado |
| ---- | ----------------------------- | ------------------------- | --------- |
| 2005 | Mejor actriz protagónica      | Te voy a enseñar a querer | Nominada  |
| 1990 | Mejor actor o actriz infantil | Azúcar                    | Nominada  |

### Premios Talento Caracol
| Año  | Categoría                | Telenovela o serie  | Resultado |
| ---- | ------------------------ | ------------------- | --------- |
| 2004 | Mejor actriz protagónica | Pasión de gavilanes | Ganadora  |

### Otros premios obtenidos
- Premio Dos de Oro en Venezuela a mejor actriz protagonista compartido con Paola Rey y Natasha Klauss por, Pasión de gavilanes.
- Premio Orquídea USA a mejor actriz protagonista compartido con Paola Rey y Natasha Klauss por, Pasión de gavilanes.
- Placa entregada por el programa Sweet por ser la actriz del año por, Pasión de gavilanes.